# جون باول كابس
جون باول كابس هو مذيع أخبار ومشرع وسياسي أمريكي، ولد في 17 أبريل 1934 في أركنساس في الولايات المتحدة. نشط حزبياً في الحزب الديمقراطي. وقد انتخب عضو مجلس ولاية أركنساس ‏.